# A Magyar Televízió örökös tagja
A Magyar Televízió örökös tagja (röviden: MTV örökös tagja) cím 2004. október 22-én került átadásra első, 12 tagjának, melyet az MTV örökös tag Alapítvány kuratóriuma ítélt oda. Az örökös tag cím a választottak élete végéig szól. Valamelyikük halála esetén a kuratórium három hónapon belül új örökös tagot választott. Az utolsó címeket 2009-ben adományozták, 2012-ben a cím adományozása megszűnt, helyette az MTVA a Közmédia Kiválósága cím alapításáról döntött. Nem sokkal később az alapítvány és a kuratórium is megszűnt.

## Az MTV örökös tagjai
Az elismerés ötlete Hortobágyi Éva elnöki tanácsadótól származik. Az MTV örökös tagja címet 2004. október 22-én, ünnepélyes keretek között adták át először – Rudi Zoltán, az MTV Rt. akkori elnökének szavaival – „a magyar közszolgálati televíziózás nagy öregjei”-nek. A cím odaítélésében Horvát János, Esztergályos Károly, Szegvári Katalin, Szinetár Miklós és Wisinger István döntött. 2012-ben az örökös tagság adományozása megszűnt, az örökös tagok sora 2009-től új jelöltekkel már nem bővült, a kuratórium feloszlott. Az addigi díjazottak az elismeréssel járó havi járandóságukat továbbra is életük végéig megkapják. Szabadon dönthetnek továbbá arról, hogy átlépnek-e a Médiaszolgáltatás-támogató és Vagyonkezelő Alap által újonnan alapított Közmédia Kiválósága című díjazásba, ha tagot az új díjra is jelölik. Az MTVA a kuratóriumi választás helyett saját vezérigazgatójára és a négy közszolgálati médium vezérigazgatójára bízta a döntést.
2013-ban az MTV örökös tagok (akkor Balogh Mária, Bíró Miklós, Bednai Nándor, Horváth Lóránt, Horváth Ádám, Horváth Pál, Kudlik Júlia, Lénárt István, Vitray Tamás és Mihályfi Imre) testületileg megkapták a MÚOSZ tiszteletbeli tagja címet.
| Név             | A cím elnyerésének éve | Születés éve | Életkor, Halál éve |
| --------------- | ---------------------- | ------------ | ------------------ |
| Antal Imre      | 2004                   | 1935         | 2008               |
| Balogh Mária    | 2004                   | 1936         | 2021               |
| Bednai Nándor   | 2005                   | 1933         | 2013               |
| Bíró Istvánné   | 2007                   | 1925         | 2009               |
| Bíró Miklós     | 2007                   | 1933         | 2015               |
| Czabarka György | 2004                   | 1924         | 2009               |
| Horváth Ádám    | 2004                   | 1930         | 2019               |
| Horváth Lóránt  | 2008                   | 1942         | 83 éves            |
| Horváth Pál     | 2009                   | 1932         | 2017               |
| Kézdi Lóránt    | 2004                   | 1929         | 2005               |
| Kudlik Júlia    | 2004                   | 1945         | 80 éves            |
| Lénárt István   | 2004                   | 1921         | 2021               |
| Mahrer Emil     | 2004                   | 1932         | 2007               |
| Mihályfi Imre   | 2009                   | 1930         | 2024               |
| Palásti Pál     | 2004                   | 1929         | 2007               |
| Sík Igor        | 2004                   | 1927         | 2012               |
| Vértessy Sándor | 2004                   | 1929         | 2012               |
| Vitray Tamás    | 2004                   | 1932         | 92 éves            |

### Posztumusz tag
Egyes források szerint Takács Marika bemondó (1938–1997) is megkapta a címet posztumusz, azonban nem lehet tudni, mikor és milyen apropóból adományozták neki a címet.

## Az MTV örökös tag Alapítvány
Az MTV örökös tag Alapítványt a Rudi Zoltán vezette Magyar Televízió Részvénytársaság hozta létre 2004. szeptember 27-én.
Az alapítvány elsődleges célja a MTV Rt. közszolgálati műsorszolgáltató szakmai színvonalának erősítése – elsődlegesen az egyetemes, illetve a nemzeti kulturális örökség értékeinek ápolása, a kulturális sokszínűség érvényesülésének biztosítása, az ennek érdekében végzett magas színvonalú munka finanszírozása, elismerése által.
Az alapítvány szándékában állt e célkitűzése mellett, annak keretében egy olyan erkölcsi tiszteletadásban, szakmai elismerésben, anyagi támogatásban részesíteni az MTV Rt. azon munkavállalóit, akik az MTV Rt. életében és munkájában a kulturális örökség megóvása, kulturális értékteremtő tevékenység folytatása során meghatározó szerepet töltenek, illetve töltöttek be, amely kifejezi a részvénytársaság megbecsülését és elősegíti kulturális tevékenységük folytatását. A kuratórium e célból 12 személyt A Magyar Televízió örökös tagja (MTV örökös tagja) címmel tüntetett ki, akik számára az alapítvány havonta a kuratórium által meghatározott összegű támogatást nyújtott. Az örökös tagok választása életük végéig szólt.
2009-ig valamely örökös tag halála esetén a kuratórium három hónapon belül új örökös tagot választott, 2012-ben az örökös tagság intézménye ebben a formában nem maradt fenn. Az új média törvény alapján az MTVA 2012 elején megszüntette az örökös tagok díjazását, majd az év során később úgy döntött, hogy a „Közmédia Kiválóságai” díj mellett a korábbi örökös tagoknak is azonos juttatást biztosít.
A kuratórium elnöke
- Szinetár Miklós (2004–?)
- Dr. Molnár György (?–2014)

Tagság
- Az alapítvány a kuratóriumba egyéves időtartamra 12 főt választott az MTV Rt. munkavállalói, illetve nyugalmazott munkavállalói közül, akik rendszeres szakmai konzultációkat, kulturális eseményeket szervezhettek és valósíthattak meg. A tevékenység ellenértékeként a kuratórium tagjainak díjazást állapíthatott meg.
- A 12 örökös tag címet életre szólóan az alapítvány kuratóriuma adományozta. A kuratórium saját tagjainak e minőségük betöltése alatt nem volt adományozható. A kitüntető címen kívül életjáradék jellegű havi nettó 200-240 ezer forintos[7][6] juttatást, valamint örökös belépőt kaptak az intézménytől.[8]